# Хвоенск (деревня)
Хвоенск (бел. Хваенск) — деревня в Озеранском сельсовете Житковичского района Гомельской области Белоруссии.

## География
Расположена в правобережье Припяти в 20 км к югу от районного центра и железнодорожной станции Житковичи (на линии Лунинец — Калинковичи), в 269 км от Гомеля.
На юге — посёлок Хвоенск и национальный парк «Припятский».

## Транспортная сеть
Транспортные связи по просёлочной, затем автомобильной дороге Черничи — Житковичи.

## История
Обнаруженный археологами курганный могильник (2 насыпи, в 0,5 км на юго-запад от деревни) свидетельствует о заселении этих мест с давних времён. Согласно письменным источникам известна с XVI века. В 1520 году князь К. Острожский передал деревню Туровскому Успенскому собору. После 2-го раздела Речи Посполитой (1793 год) в составе Российской империи. В 1811 году в Мозырском уезде Минской губернии. В 1834 году в составе Туровского казённого поместья. В 1908 году в Туровской волости Мозырского уезда Минской губернии, паровая мельница. В 1912 году открыта школа.
В результате пожара 25 сентября 1927 года сгорели 7 домов и 19 хозяйственных построек. В 1930 году организован колхоз «Октябрьская победа», работали паровая мельница и кузница. Во время Великой Отечественной войны в сентябре 1943 года немецкие оккупанты сожгли 124 двора и убили 28 жителей. Освобождена 21 марта 1944 года, 33 жителя погибли на фронте. Согласно переписи 1959 года в составе колхоза «Советская Беларусь» (центр — деревня Озераны). Действуют столярная мастерская, лесопилка, средняя школа, клуб, библиотека, отделение связи, 2 магазина.

## Население
- 1811 год — 18 дворов.
- 1834 год — 20 дворов 171 житель.
- 1897 год — 49 дворов, 309 жителей (согласно переписи).
- 1908 год — 58 дворов, 401 житель.
- 1925 год — 92 двора.
- 1940 год — 128 дворов, 655 жителей.
- 1959 год — 830 жителей (согласно переписи).
- 2004 год — 146 хозяйств, 270 жителей.